# 毛輝祖
毛輝祖（1709年—1774年），字鏡浦、乃行，號敬園，山東省濟南府歷城縣（今山東省濟南市），清朝政治人物、進士出身。
雍正十年，鄉試中舉。乾隆十年，登進士，改翰林院庶吉士，乾隆十六年，授翰林院編修，次年改侍講學士。乾隆十八年，任福建鄉試副考官。乾隆二十一年，任湖南學政。后丁憂，除服后掌廣東道監察御史，任福建鄉試副考官，乾隆三十年，再任福建鄉試副考官。后升任太常寺少卿、光祿寺少卿、尚書房行走。有子毛圻、毛堃、毛垿，孫毛式郇。